# 캔디스 어자라
캔디스 어자라(Candice Azzara, 1945년 5월 18일 ~ )는 미국의 배우이다.
브루클린에서 태어났다.

## 출연 작품
- 인 비노 (2017년)
- 리틀 보이 (2015년) - 베르사 역
- 캐치 (2014년)
- 더 스톰 (2009년) - 로즈 역
- 당신이 그녀라면 (2005년) - 시델 펠러 역
- 오션스 트웰브 (2004년)
- 랜드 오브 프리 (1998년)
- 나는 외계인 (1988, Doin' Time on Planet Earth)
- 팬더모니엄(영어판) (1982년) - 밤비 역
- 도미닉은 못말려 (1980년)
- 하우스 콜 (1978년)
- 월드 그레이티스트 러버 (1977년)
- 하츠 오브 더 웨스트 (1975년)

### 텔레비전
- 코작 (1975-77)
- 사랑의 유람선 (1982)
- L.A. 로 (1990)